# Gnomulus insularis
Espèce
Synonymes
- Pelitnus insularis Roewer, 1927

Gnomulus insularis est une espèce d'opilions laniatores de la famille des Sandokanidae.

## Distribution
Cette espèce est endémique du Kedah en Malaisie. Elle se rencontre sur Langkawi.

## Description
Le mâle holotype mesure 6 mm.
Les mâles mesurent de 5,36 à 5,83 mm et la femelle 6,17 mm.

## Systématique et taxinomie
Cette espèce a été décrite sous le protonyme Pelitnus insularis par Roewer en 1927. Elle est placée dans le genre Gnomulus par Martens et Schwendinger en 1998.

## Publication originale
- Roewer, 1927 : « Weitere Weberknechte I. 1. Ergänzung der: "Weberknechte der Erde", 1923. » Abhandlungen des Naturwissenschaftlichen Vereins zu Bremen, vol. 26, p. 261–402.